# Eduard Müller (Märtyrer)

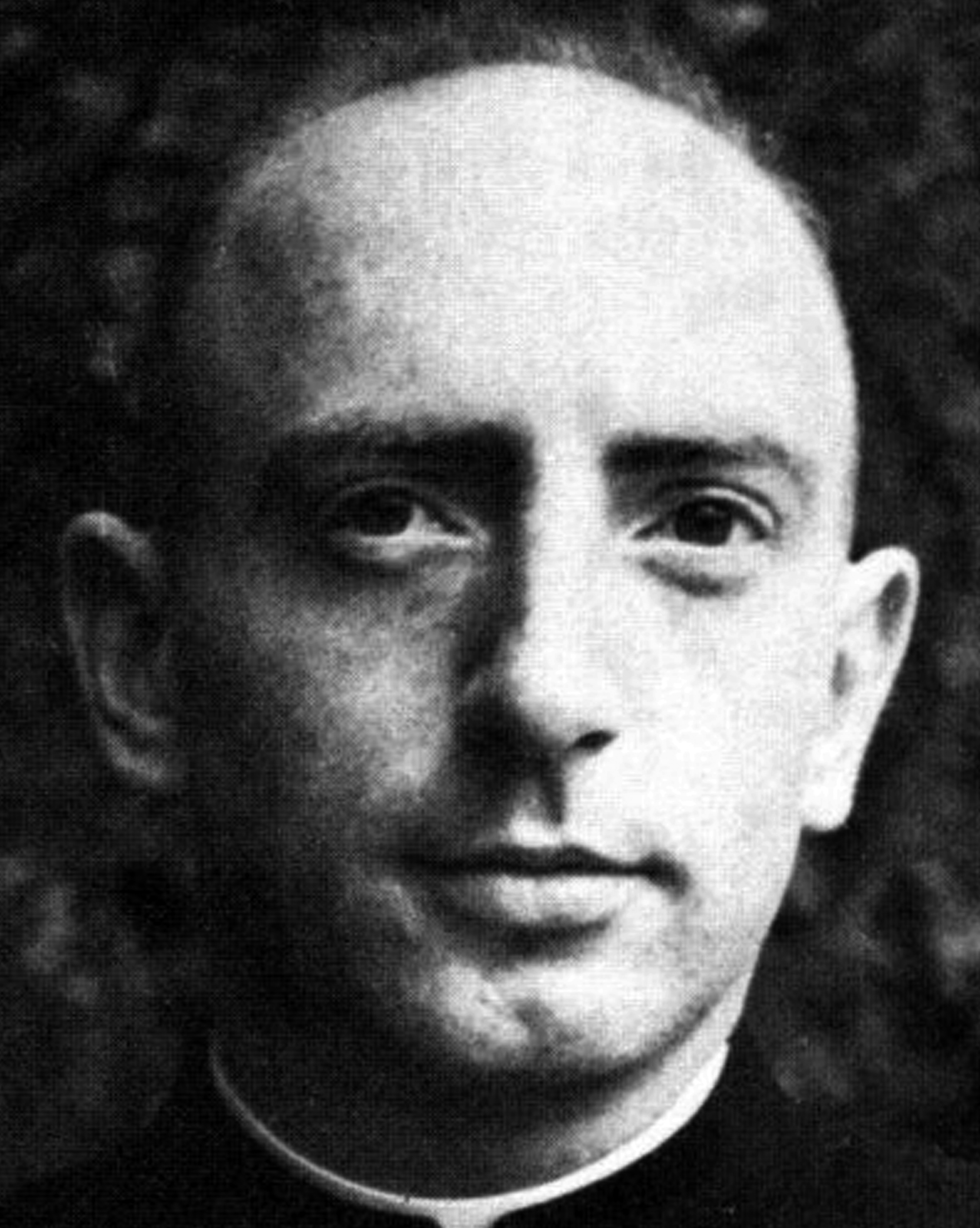
Eduard Müller

Eduard Müller (* 20. August 1911 in Neumünster, Schleswig-Holstein; † 10. November 1943 in Hamburg) war ein deutscher römisch-katholischer Priester. Er wurde als einer der Lübecker Märtyrer hingerichtet. 2011 wurde er seliggesprochen.

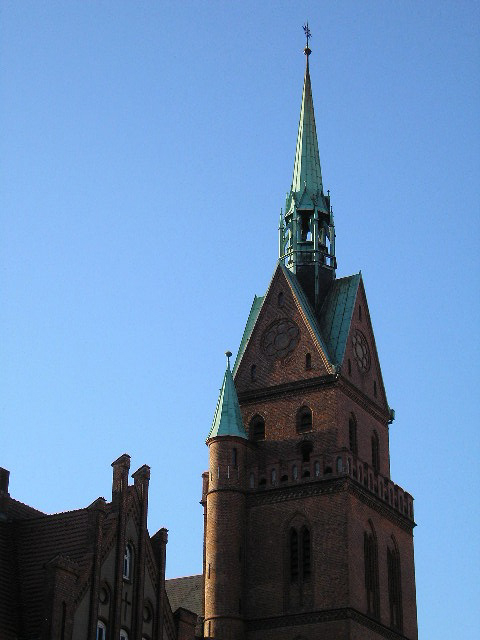
Herz-Jesu-Kirche in Lübeck

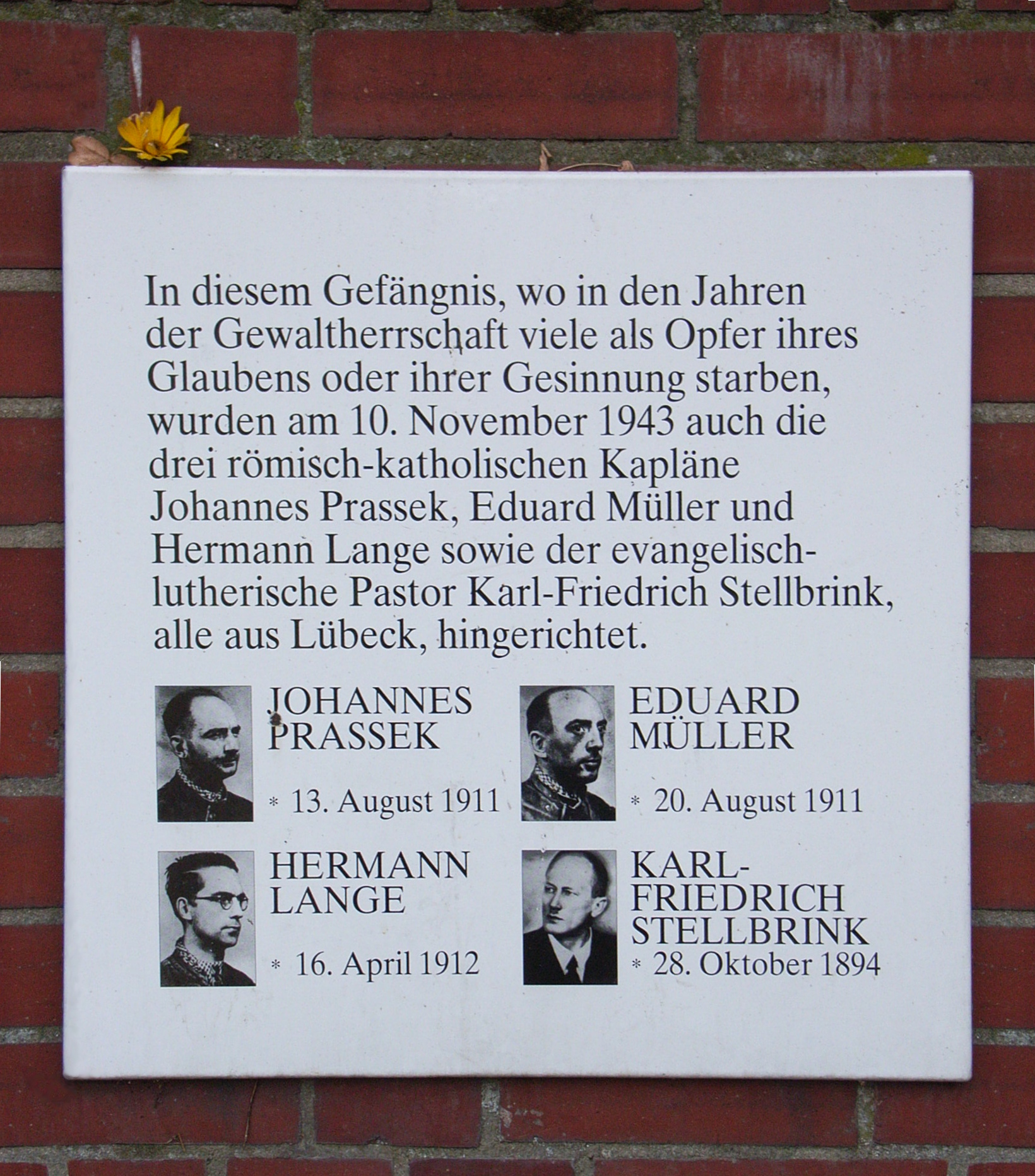
Gedenktafel in den Wallanlagen bei der Untersuchungshaftanstalt Hamburg

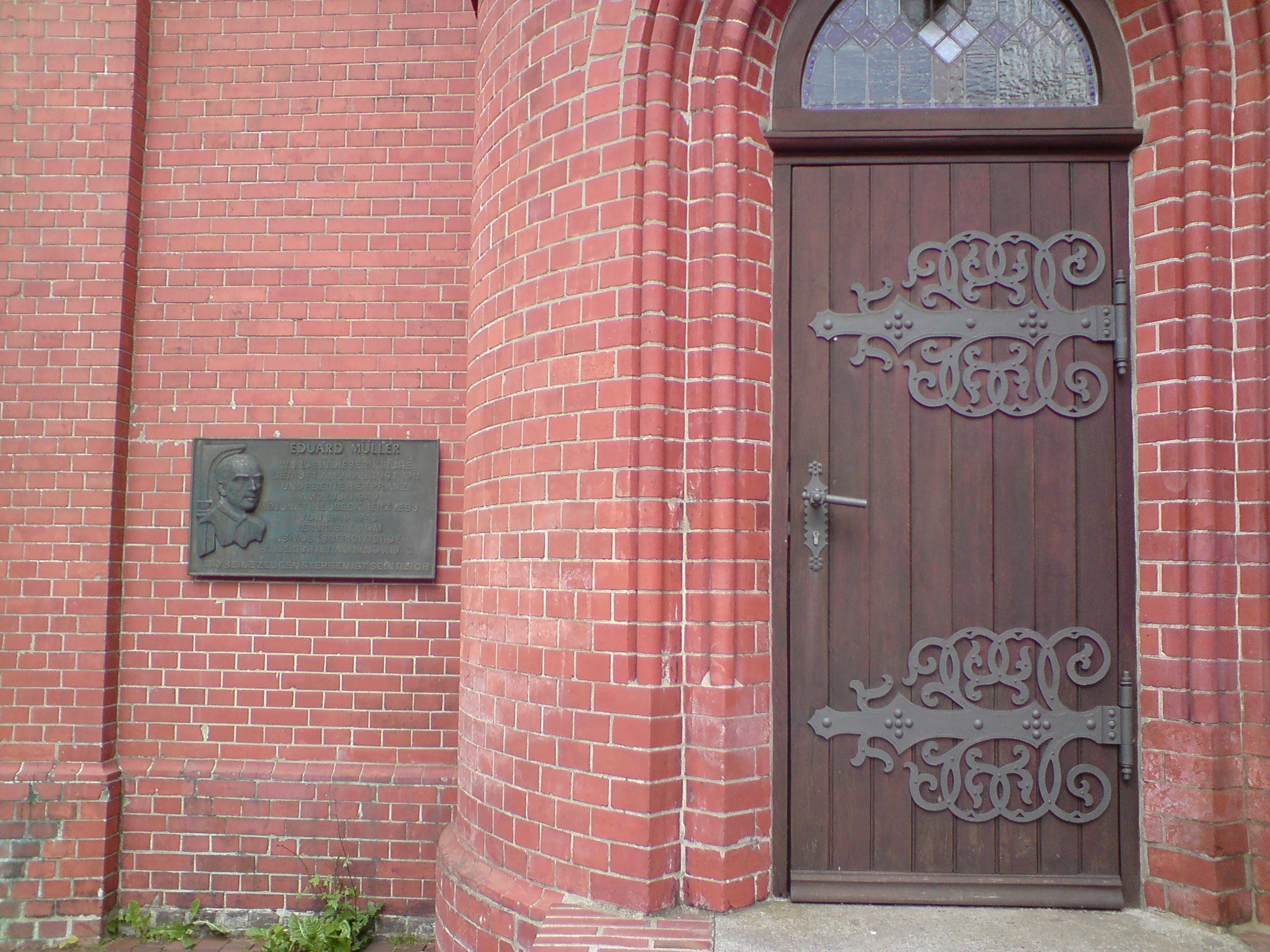
Gedenktafel am Eingang der St.-Maria-St.-Vicelin-Kirche Neumünster

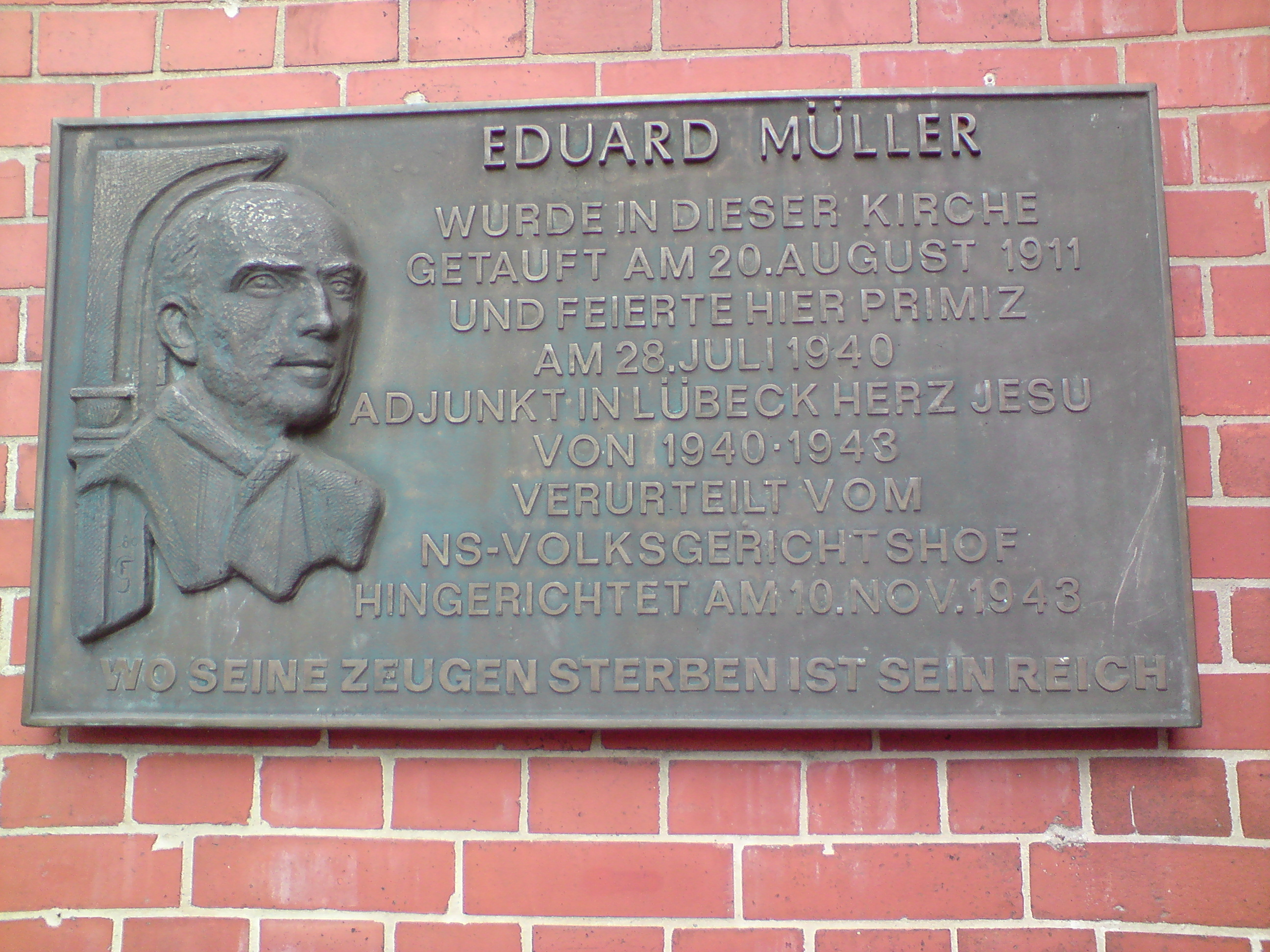
Gedenktafel Eduard Müller

## Leben und Wirken
Eduard Müller stammte aus einer Familie mit sieben Kindern. Der Vater hatte die Familie früh verlassen; die Mutter versuchte, die Familie mit Gelegenheitsarbeiten zu ernähren. Eduard machte eine Tischlerlehre. Daneben war er in der katholischen Jugendbewegung aktiv. Sein Wunsch, Priester zu werden, wurde vom Neumünsteraner Kaplan Bernhard Schräder unterstützt; Schräder ermöglichte die Schulbildung Müllers, indem er Geldgeber organisierte. Auf sein Abitur bereitete sich Müller von 1931 bis 1935 im Spätberufenenseminar Clementinum vor. Nach dem Abitur studierte er in Münster Theologie. Sein Studium schloss er am 25. Juli 1940 ab.
Müller war auch Mitglied des Unitas-Verbands.

### Priesterweihe und Adjunkt
1940 empfing Eduard Müller die Priesterweihe. Am 27. August 1940 wurde er als Adjunkt an der Herz-Jesu Kirche in der Lübecker Innenstadt tätig. Sein Einsatzschwerpunkt war die Jugendseelsorge für Jugendliche ab 10 Jahre. Er war bei den Jugendlichen beliebt; das Angebot der Hitlerjugend, bei ihr mitzuarbeiten, schlug er jedoch aus. Der ehemalige Kohlenkeller unter der Herz-Jesu-Kirche wurde 1941 unter seiner Anleitung ausgebaut zum Jugendraum. Dieser ist heute Krypta und Gedenkraum. Weiter betreute er in der Straße Parade den Gesellenkreis mit jüngeren und älteren Männern. Müller war eher unpolitisch; über die Unvereinbarkeit von Nationalsozialismus und Christentum war er sich dennoch im Klaren.

### Widerstand gegen den Nationalsozialismus
Müller und seine Mitbrüder Johannes Prassek und Hermann Lange sowie der evangelisch-lutherische Pastor Karl Friedrich Stellbrink hörten den deutschsprachigen Dienst des englischen Rundfunks, was seit 1939 vom NS-Regime durch gesetzliche Maßnahmen wie die Verordnung über außerordentliche Rundfunkmaßnahmen unter Strafe gestellt war. Müller beteiligte sich auch an der Vervielfältigung und Verteilung von Predigten des Bischofs Clemens August Graf von Galen, der von 1933 bis 1946 Bischof von Münster war und sich gegen die Tötung sogenannten „lebensunwertes Lebens“ durch die Nationalsozialisten wandte. Zudem liefen bei Gruppenabenden in der Herz-Jesu-Kirche offene Diskussionen über die Sinnlosigkeit des Krieges.

### Hinrichtung
Nachdem am 7. April 1942 zunächst der evangelische Pastor Karl Friedrich Stellbrink festgenommen wurde, wurden in den nächsten Wochen auch die drei katholischen Geistlichen Eduard Müller, Johannes Prassek und Hermann Lange verhaftet sowie 18 Laien. Müller wurde am 22. Juni 1942 verhaftet. Die vier Geistlichen wurden etwa ein Jahr später, im Juni 1943, vom 2. Senat des Volksgerichtshofes, der aus Berlin angereist kam, wegen „landesverräterischer Feindbegünstigung“, „Wehrkraftzersetzung“, „Vergehen gegen das Rundfunkgesetz“ und das „Heimtückegesetz“ zum Tode verurteilt; die mitangeklagten Laien erhielten Zuchthausstrafen. Eduard Müller schrieb nach der Urteilsverkündigung folgende Worte: „So habe ich die Erwartung und Hoffnung, dass ich in keinem Stück werde zuschanden werden, sondern dass in allem Freimut, wie immer, auch jetzt Christus an meinem Leibe verherrlicht werde, sei es durch Leben, sei es durch Tod. Denn für mich ist das Leben Christus und das Sterben Gewinn.“
Das Todesurteil wurde am 10. November 1943 im Gefängnis Holstenglacis in Hamburg (heute Untersuchungshaftanstalt Hamburg) durch Scharfrichter Friedrich Hehr mit dem Fallbeil vollstreckt.

## Gedenken
2003 wurde ein Verfahren zur Seligsprechung der Lübecker Märtyrer, darunter Eduard Müller, eingeleitet. Am 1. Juli 2010 gab das vatikanische Pressebüro bekannt, dass Papst Benedikt XVI. den Präfekten der Kongregation für Heiligsprechungen autorisiert habe, ein entsprechendes Dekret „in Geltung zu setzen“ und das Seligsprechungsverfahren abgeschlossen sei. Die Seligsprechung Müllers und der beiden weiteren katholischen Geistlichen fand am 25. Juni 2011 vor der Herz-Jesu-Kirche in Lübeck statt. Dabei wurde auch des Protestanten Stellbrink gedacht.
Für Eduard Müller wurde vom Künstler Gunter Demnig vor der Untersuchungshaftanstalt Hamburg sowie vor der Kirche St. Maria-St. Vicelin in Neumünster ein Stolperstein verlegt. Nachdem der Stolperstein in Neumünster im Oktober 2022 von einem geistig verwirrten Mann schwer beschädigt worden war, wurde von der Stadt Neumünster mit Genehmigung Demnigs eine Replik erstellt und am 10. Oktober 2024 anstelle des originalen Stolpersteins verlegt.